# YOSHIKA
YOSHIKA（ヨシカ、1983年12月20日 - ）は、日本の女性シンガーソングライターである。グランドファンク所属。

## 概要・略歴
11歳の時カナダに1年半、一旦帰国後、17歳の時にアメリカに2年半の海外在住経験を持ち、高校時代から数々のCM音楽などの歌・活動を始める。
2002年～2003年にSONY「サイバーショット」のテレビCMで、アル・クーパーの「ジョリー」をカバー。同曲は多くの反響を呼び、2003年2月にインディーズからシングル発売された。同年11月、は自身が全編に渡って作詞・作曲・コーラスアレンジに参加したアルバム『STRAIGHT AHEAD』をリリース。
その後、彼女の作品を偶然耳にしたm-floからコラボレーションオファーを受け、2004年11月「m-flo loves YOSHIKA」名義で「let go」を発表。20万枚を超えるロングヒットシングルになった。
2005年5月、ワーナーミュージック・ジャパン内のレーベル・ATLANTIC JAPANよりBONNIE PINKが手掛けた「Call Me」でメジャーデビュー。2006年1月、アルバム『timeless』をリリース。同年3月、初の単独ツアーを行った。
2006年5月24日、公式サイトにて結婚と妊娠を理由に活動休止を発表。これにより、同年7月5日に予定されていたシングル「Touch」は発売中止となった。同年12月28日、女児を出産。休止中はm-floのライヴやレコーディングにも参加した。
2008年、ソロ活動を再開。同年12月、約2年振りとなる復帰フルアルバム『World』をリリース。

## ディスコグラフィ

### シングル
|          | リリース日     | タイトル        | レーベル          |
| 1st      | 2003年2月26日  | JOLIE           | Red Alert Records |
| 2nd      | 2005年5月25日  | Call Me         | Atlantic Japan    |
| 3rd      | 2005年10月26日 | Just Us         | Atlantic Japan    |
| 配信限定 | 2008年9月17日  | Stand Up        | Grand Trax        |
| 配信限定 | 2008年10月22日 | Touch           | Grand Trax        |
| 配信限定 | 2008年12月17日 | X'mas Surprise! | Grand Trax        |

### アルバム
|              | リリース日     | タイトル           | レーベル          |
| 1st          | 2003年11月28日 | STRAIGHT AHEAD     | Red Alert Records |
| 2nd          | 2006年1月18日  | timeless           | Atlantic Japan    |
| 3rd          | 2008年12月24日 | World              | Grand Trax        |
| 4th          | 2010年1月13日  | REDWOOD TREE       | Grand Trax        |
| ライブベスト | 2010年3月24日  | I SING -LIVE BEST- | Grand Trax        |

### 参加作品
| 発売日         | 曲名                                                                          | 収録された作品                                                              |
| 2004年11月17日 | let go                                                                        | m-flo loves YOSHIKA『let go』                                               |
| 2005年2月23日  | tO yOUR bEAT                                                                  | m-flo loves EMYLI & Diggy-MO'『DOPAMINE』                                   |
| 2005年7月13日  | Loop In My Heart                                                              | m-flo loves EMYLI & YOSHIKA／Akiko Wada『Loop In My Heart／HEY!』           |
| 2006年2月22日  | しあわせのBlue feat. YOSHIKA                                                  | 冨田ラボ『Shiplaunching』                                                   |
| 2006年5月24日  | Here, Always／Tommy Snyder & YOSHIKA                                          | Various Artists『嫌われ松子の歌たち』                                       |
| 2006年7月7日   | Love Is The Key feat. YOSHIKA                                                 | Grooveman Spot『Eternal Development』                                       |
| 2008年2月13日  | love comes and goes／m-flo loves 日之内エミ & Ryohei & Emyli & YOSHIKA & LISA | m-flo『Award SuperNova -Loves Best-』                                       |
| 2008年5月8日   | タビウタ meets YOSHIKA                                                        | supreme sound recreation『タビウタ meets YOSHIKA』                          |
| 2009年1月28日  | Don't Leave Me Alone／TARANTULA ORCHESTRA starring YOSHIKA                    | Various Artists『映画「ララピポ」オフィシャル・コンピレーション・アルバム』 |

### タイアップ
| 曲名                     | タイアップ                                                     |
| JOLIE                    | Sony「サイバーショット F-77『+meを、たのしもう。』篇」CMソング |
| Brisa do mar             | カネボウ「REVUEタイムプルーフAW『クローズアップ』篇」CMソング  |
| If you were here         | KDDI「DION『別れ』篇」CMソング                                 |
| 第三の男                 | サッポロビール「ヱビスビール『夏の宴』篇」CMソング             |
| 美しい明日へ行きませんか | 松下電工「きれいなおねえさん」CMソング                         |
| Just Us                  | NIKON「COOLPIX S1」CMソング                                    |

## ライブ
- ライブ!「YOSHIKAの生涯学習」プレミアム
  - 2005.12.03　北海道・Hallstairs Espresso Bar
- fm fukuoka POWER PLAY SPECIAL Timelessリリース記念YOSHIKA Premium Live
  - 2006.02.03　福岡・ROOMS
- YOSHIKA 1st tour～timeless～
  - 2006.03.19　大阪・心斎橋CLUB QUATTRO
  - 2006.03.23　東京・渋谷CLUB QUATTRO
- Apple Store, Shibuya クリスマススペシャルアコースティックライブ
  - 2008.12.24　東京・Apple Store, Shibuya
- TOKYO FM with Mado Lounge Spice 『YOSHIKA Acoustic Premium Live』
  - 2010.02.20　東京・六本木ヒルズ森タワー・52階「MADO LOUNGE SPICE」

## ラジオ
- YOSHIKAの生涯学習（FM North Wave／火曜日24時～／2005年7月～2006年3月／Warner Music Japanの担当・高倉壮一郎と共に出演）
- Be-POP♪ with YOSHIKA ～timeless premium party～『Loung POP♪ New Year Special』（Date FM／19：00～19：55／2006年2月12日）